# Czynsz
Czynsz (niem. Zins – ‘podatek’, ‘dzierżawa’, od łac. census – ‘wycena’) – prawna nazwa świadczenia należnego z tytułu najmu lub dzierżawy. Wartość czynszu może być ustalona w pieniądzu lub naturze (np. owoce z sadu). Czynsz z założenia jest świadczeniem okresowym. Dawniej, i obecnie w niektórych znaczeniach, nazywany tenutą.
Jako „czynsz” potocznie (nieprawidłowo) określa się także świadczenia uiszczane przez członków spółdzielni mieszkaniowej na jej rzecz i przez właścicieli mieszkań na rzecz wspólnot mieszkaniowych, które są opłatami eksploatacyjnymi i partycypacją spółdzielcy lub właściciela w kosztach utrzymania nieruchomości oraz spółdzielni lub wspólnoty mieszkaniowej. Dzielą się one na zależne od zarządcy, w których skład wchodzą np. opłaty za konserwację czy utrzymanie administracji osiedla, a także niezależne od zarządcy, czyli np. opłaty za przyłącza wodociągowe lub ogrzewnicze. Prawnie jednak nie można ich nazwać czynszem, a jedynie opłatą mieszkaniową.

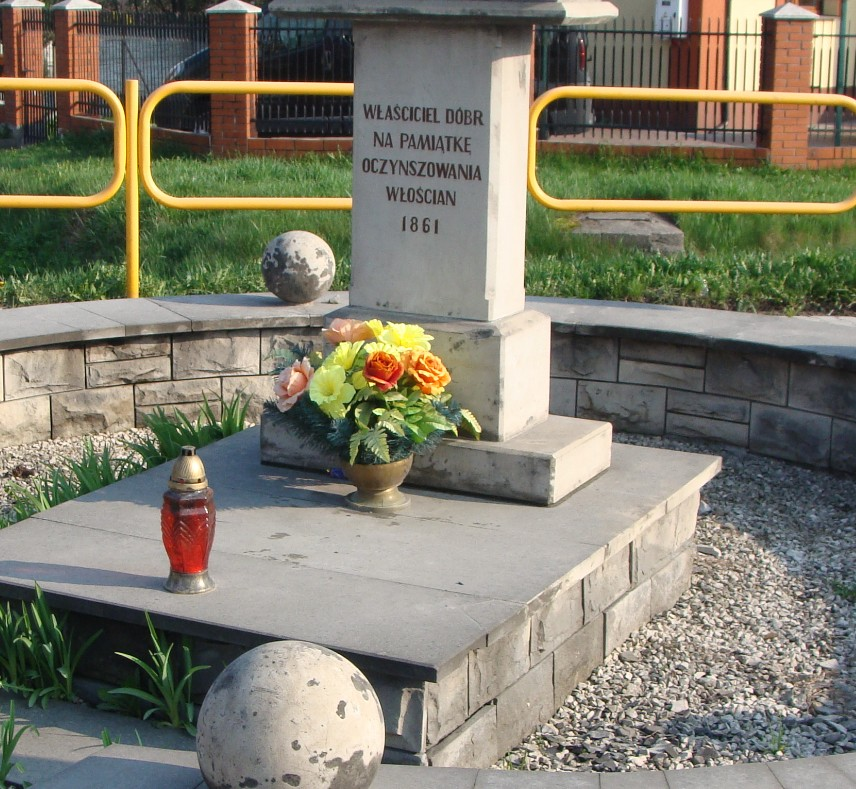
Pomnik oczynszowania chłopów w 1861 roku w dobrach ziemskich w Morawicy

W feudalnym systemie własności podzielonej, jako czynsz określano również stałe świadczenie w pieniądzu lub w naturze składane przez chłopów panu feudalnemu jako właścicielowi zwierzchniemu uprawianej ziemi. W tym czasie występuje powszechnie określenie „oczynszowanie”, które oznaczało ścisłe określenie ciężarów chłopa na rzecz pana, co ułatwiało chłopom swobodne dysponowanie nadwyżkami produkcji pozostałymi po uiszczeniu czynszów oraz ciężarów na rzecz państwa i kościoła... Również i właściciele dóbr byli najczęściej zainteresowani w oczynszowaniu, gdyż zwiększało ich dochody... dawało im do ręki tak pożądany pieniądz. Roczny czynsz na ziemiach polskich, z łana ziemi wynosił w naturze (z reguły) 6 miar, czyli 3 korczyki zboża (tj. 2 miary pszenicy, żyta i owsa). Czynsz pieniężny bywał niższy od czynszu w naturze.